# Chilara
Chilara is een monotypisch geslacht van straalvinnige vissen uit de familie van naaldvissen (Ophidiidae).

## Soort
- Chilara taylori (Girard, 1858)